# شركة شرق اليابان للسكك الحديدية
شركة شرق اليابان للسكك الحديدية (باليابانية: 東日本旅客鉄道株式会社 هيجاشي-نيهون ريوكاكو تيتسودو كابوشكي-غايشا) هي أكبر شركة سكك حديدية لنقل الركاب في العالم، وهي واحدة من الشركات السبعة التي تنتمي إلى مجموعة السكك الحديدية اليابانية.